# 電動車電池

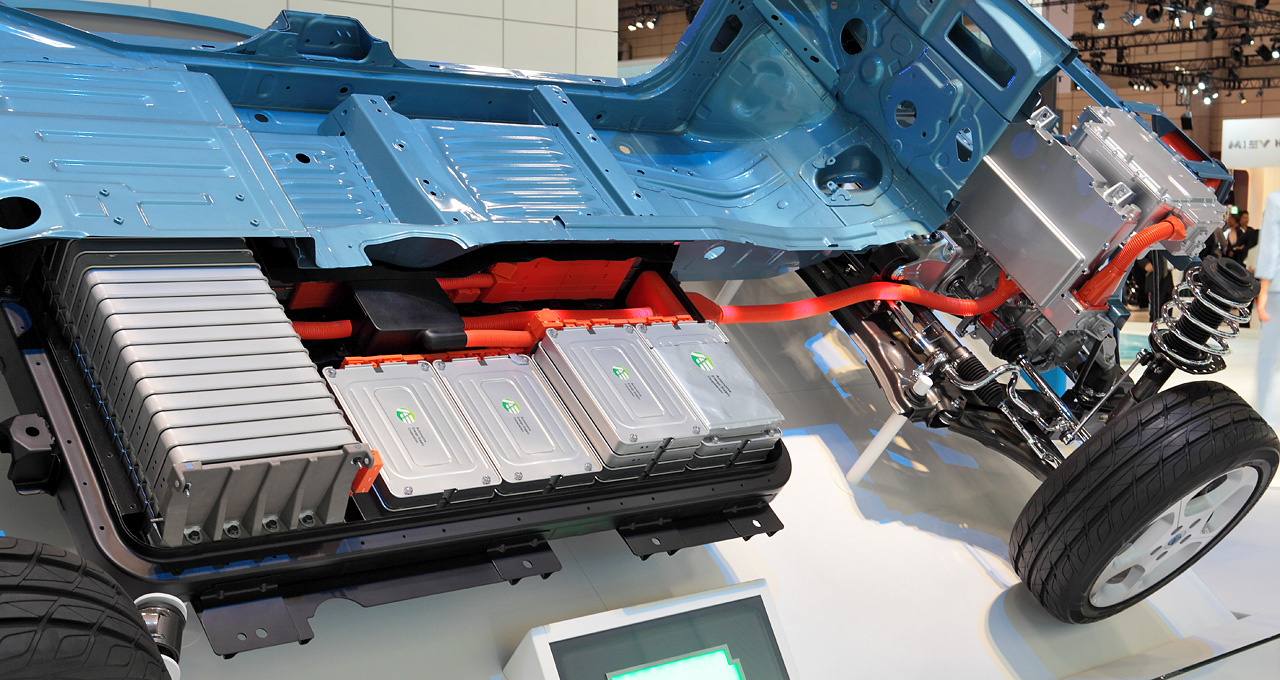
2009年日产聆风的底盤實體剖面，露出其中的電池

電動車電池（英語：electric-vehicle battery）是用在純電動車和或混合动力汽车上提供電動機能量的充電電池。
目前常見的电动车电池是较高容量的锂离子电池，同時也有較大的功率重量比和能量密度。相較於液態燃料而言，大部份電動車電池的比能（單位重量可提供能量）仍然過低．因此增加了車輛的重量，也降低其可行駛的里程。使用镍钴锰酸锂的Li-NMC電池是目前電動車上最常用的電池，磷酸铁锂电池（LFP）的使用量也在上昇，在2023年佔電動車市場的41 %:85。磷酸铁锂电池較重，但價格較便宜，也比較耐用。第一台電動客車使用的是鈉離子電池（Na-ion），其優點是完全不需關鍵原物料。
電池的成本佔電動車總成本中相當的比例，截至2019年，雖電動車電池的材料更依賴回收材料，每千瓦小時的電池成本已比2010年降了87%。電池也是電動車對環境負面影響的主要原因。此產業的成長已讓大家重視，要確保道德的電池供應鏈，其中有許多挑戰，也是重要的地緣政治議題。電動車電池中使用到的钴金屬，也是化石燃料提煉中需要的材料，如何將電動車電池中的鈷減量是目前研究的主要目標。已開發許多在Li-NMC電池中取代鈷的材料，在實驗室測試的比能可以到800Wh/kg。
2023年對電動車電池的需求已超過750 GWh。電動車電池的電量比傳統燃油車負責啟動、點火和照明的汽车蓄电池要大很多。2023年電動車內電池的電量從21至123 kWh不等，平均是80 kWh。

## 電動車電池分類
到2024年為止，锂离子电池（LIB）（包括鋰鎳錳鈷電池（Li-NMC）、鋰鐵電池（LFP）以及鎳鈷鋁酸鋰（Li-NCA）電池）主控了電動車市場。2023年全球電池的總產量有2000 GWh，其中有GWh用在電動車上。大部份是由中华人民共和国生產，在2023年的產量增加了45 %:17。鋰離子電池由於其高能量密度及長使用壽命，已成為電動車主要使用的電池種類。鋰離子電池最早是為筆記式電腦以及消費性電子所開發（以及商品化）的。近年來的電動汽車使用一些改良過的鋰離子電池，犧牲其比能及比功率，但在防火、環境友善、快速充電以及長壽命上提昇。這些改良過的鋰離子電池有較長的壽命，例如有一層碳纳米管的鋰電池（SWCNT），其機械強度、抗退化能力都有提昇，而且壽命較長 。
|                                | Li-NMC電池                                           | LFP電池                                                | Li-NCA電池  | 鈉離子電池                                        | 鉛酸電池   |
| ------------------------------ | ---------------------------------------------------- | ------------------------------------------------------ | ----------- | ------------------------------------------------- | ---------- |
| 全球電動車市佔率               | 59%:26                                               | 40%:26                                                 | 7%:26       | <1%（高潛力）                                     | 無資料     |
| 每噸的能量 （數字和Wh/kg相同） | 150-275 kWh 150-220 kWh 165 kWh (sales avg 2023):166 | 80-150 kWh 210 90-160 kWh 135 kWh (sales avg 2023):166 | 200-260 kWh | 140-160 kWh :12                                   | 35 kWh     |
| 計畫的能量密度                 | 300 kWh                                              | 260 kWh                                                |             | >200 kWh :13                                      |            |
| 每kWh的價格                    | 139美元 130美元                                      | 70美元 105$                                            | 120美元     | 80-120歐元 :12 87美元                             | 65-100美元 |
| 預計價格                       | 80美元（2030年）                                     | 36美元（2025年）                                       |             | <40歐元（2035年）:13 40-80美元（2034年） 8-10美元 |            |
| 充放電週期（健康狀態80%）      | 1500 - 5000                                          | 3000 - 7000                                            |             | 4000 - 5000                                       | 200 - 1500 |
| 是否有可燃性                   | 是                                                   | 否                                                     | 中等        | 否                                                | 是         |
| 溫度範圍                       | 中 （適合冷的氣候）:26                               | 高 （適合熱的氣候）:26                                 |             | 高                                                | 中         |
| 生產地                         | >67%在中華人民共和國                                 | 100%在中華人民共和國                                   |             |                                                   |            |

### 鋰鎳錳鈷電池（Li-NMC）
镍钴锰酸锂是最常见的三元锂电池，因其能量密度高可以提供良好的電池性能，自從2010年起已成為電動車電池的全球標準。不過有使用關鍵原物料，因此也有環境相關的問題。傳統的Li-NMC電池因為對溫度敏感，低溫性能不佳，以及性能隨壽命退化等問題，使用量已明顯下滑。傳統的Li-NMC電池因為其揮發性的電解液、有高氧化性的金屬氧化物、陰極SEI層遇熱不穩定等問題，若被刺破或是不當處理有可能會起火。早期的電池在低溫下無法供電也無法充電，需配合加熱器才能正常工作。

### 磷酸铁锂电池（LFP）
以磷酸铁锂（LFP）为基础的电池的比能較NMC電池小，但比較便宜、比較安全，也比較可持續使用，其中不需要關鍵原物料锰和钴。
自從2023年起，磷酸铁锂电池已成為中華人民共和國的領先技術，但在歐洲和北美的市佔率仍低於10%.:86。磷酸铁锂电池是電網儲能裡使用的主要電池。

### 钛酸锂电池（LTO）
钛酸锂电池（LTO）本身很安全，可減少熱失控的風險，在寛溫度範圍內都可以有效運作。LTO电池的充放電週期可以超過一萬次，而且對電荷的接收能力很好，因此可以快速充電。不過其能量密度比其他锂离子电池要低。

### 鈉離子電池
鈉離子電池完全避免了關鍵原物料。因為钠是鹽水的組成成份之一，較鋰容易取得，預估此種電池的價格會比較低。許多中華人民共和國電池製造商在2024年初開始交付第一款的鈉離子電池 。分析師認為這特別適用在小型的電動車、電動自行車以及三輪輪椅。

### 未來可能使用的電池
以下是正在開發的電池。 
- 固态电池有高能量密度，且安全性有改善[8]:26。
- 預估鋰硫電池（英语：lithium-sulfur battery）也可以符合高性能的需求。
- 磷酸錳鐵鋰電池（英语：LMFP battery）也是磷酸鐵鋰電池，其中的陽極材料中有包括錳。

### 舊型電池

#### 鉛酸電池
鉛酸電池是最便宜的電動車電池，也是二十世紀最常見的電動車電池。鉛酸電池的技術很成熟、容易取得，而且低成本。早期的電動車會使用鉛酸電池，例如1996年通用汽車的原始版本EV1。鉛酸電池可以分為兩種：負責車輛引擎發動點火的電池（汽车蓄电池），以及深循環電池，後者可持續像叉車及高爾夫球車等電動載具的動力。深循環電池也是娛樂用載具中的輔助電池，不過深循環電池的充電方式不同，需要多段充電。若放電放到電量低於50%，會縮短電池壽命。鉛酸電池需要檢測電解液的量，運行中會釋放氫氣和氧氣，因此偶爾需要補充水份。使用鉛酸電池的電動車，每一次充電可以行駛130 km（81 mi）。

#### 鎳氫電池

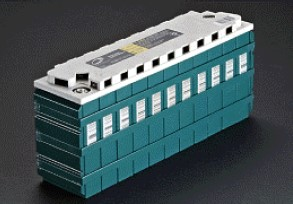
GM Ovonic的鎳氫電池模組

目前已將鎳氫電池（NiMH）視為是成熟的技術。其充電和放電的效率（60–70%）較鉛酸電池低，但其比能為30–80 Wh/kg，比鉛酸電池高很多。鎳氫電池若正確使用，其壽命非常的長，例如在混合動力車輛以及第一代的NiMH Toyota RAV4 EV已運行了十年，里程超過100,000英里（160,000）仍可以正常運作。早期的鎳氫電池有著高自放電、充電週期不穩定，以及在冷天氣時的效能不佳等缺點。新一代的低自放電鎳氫電池已大幅改善，在自放電問題及低溫下性能甚至比一般鋰離子電池更好。
GM Ovonic生產鎳氫電池，用在第二代的EV-1中，Cobasys開發了幾乎一樣的電池（十個1.2 V 85 Ah NiMH 電池串聯，和Ovonic的十一個電池不同）。在EV-1中的運作相當良好。大型汽車鎳氫電池的專利權限制了近年來車輛上的鎳氫電池使用。

#### Zebra電池
鈉鎳氯電池或稱為Zebra電池，用熔化的四氯铝酸钠（NaAlCl4）為電極。Zebra電池是比較成熟的技術，其比能是 120 Wh/kg。因為電池要加熱才能使用，在天氣冷時使用，除了因為加熱需要耗費的額外成本外，對性能的影響不大。Zebra電池曾用做Modec商用车辆的電池。Zebra電池的充放電循環可以超過1000次，而且沒有毒性。Zebra電池的缺點包括比功率較低（<300 W/kg），需要將電極加熱到270 °C（518 °F），會消耗一些能量，在長程的能量儲存上會是問題，而且也是潛在的危險。

#### 其他舊型的電動車電池
以下是早期電動車曾使用過的電池： 
- 鎳鎘電池
- 镍铁电池，曾在Detroit Electric（英语：Detroit Electric）裡使用
- 釩鋰氧化物電池曾在速霸陸汽車的原型車G4e裡使用[41]。

## 電池成本

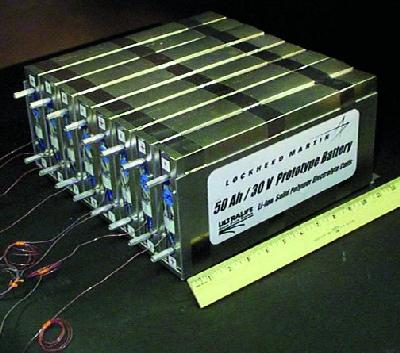
能量密度50 W⋅h/kg鋰離子聚合物電池的原型。新型的鋰離子能量密度可以到265 W⋅h/kg，在上千次充放電後，仍可以維持儲電量

2010年時，丹麦技术大学花了美金一萬元購買了經認證，電量有25 kWh的電動車電池（US$400/kWh）。在十五個電池供應商中，只有二家可以提供有關品質以及消防安全相關的必要技術文件。在2010年估計不到十年之後，電池價值就會降到當時的三分之一以下。
根據美国国家学院在2010年進行的研究，鋰離子電池組的成本大約是1,700美元/千瓦·時可用能源，考慮插電式混合動力車-10需要約2.0 kWh，而PHEV-40需要8 kWh，製造商在PHEV-10電池組上的成本約為3,000美元，PHEV-10電池組上的成本則是14,000美元。麻省理工科技評論估計2020年時電動車電池組的成本約在每千瓦小時225美元到500美元之間。2013年
美國節能經濟委員會的研究指出電池成本從2007年的1,300美元/kWh降到2012年的500美元/kWh。美國能源部設定其贊助電池研究的目標成本，在2015年時是300美元/kWh，2022年時則是125美元/kWh。電池技術進步以及產量提昇帶來的成本下降，可以提昇插電電動車相較於傳統內燃機車輛的競爭力。全世界在2016年的鋰離子電池產量對應的電力有41.57 GW⋅h。
大部份電動車製造商拒絕討論有關電池組價格的細節，因此實際成本仍有爭議，也有許多的懷疑。不過通用汽車在2015年在其年度全球商務會議上表示：他們預期鋰離子電池組的成本在2016年時，會降到145美元/kWh，比許多分析師的預估都要低。通用汽車也預期在2021年底時的成本是100美元/kWh。
根據彭博新能源財經（BNEF）2016年2月的研究，電池價格自2010年起跌了65%，自2015年起算，跌了35%，到達350美元/kWh。研究的結論是電池價格的趨勢會讓大部份國家沒有政府補助的電動車，和傳統汽車一樣，一般大眾可以負擔。BNEF預計在2040年，長里程的電動車會低於22,000美元（美金幣值以2016年的水準為準）。BNEF預計電池價格在2030年時會低於120美元/kWh，隨著新化學技術的使用，之後會降的更低。

## 電動車和燃油車的比較
電池研究者Poul Norby在2010年時表示，他相信為了要衝擊燃油車輛的市場，鋰離子電池的比能要加倍，而價格需從2010年的US$500/kWh，降到US$100/kWh。花旗集團則認為是US$230/kWh。
豐田Prius 2012年版電動車的官網宣稱充電後的里程數可到21（13英里），電池容量為5.2 kWh，里程及電量比值為4（2.5英里）/kWh，而Addax（2015年款）多功能車已可以到110公里（68.5英里），里程及電量比值為7.5公里（4.6英里）/kWh.。
電池電動車的里程及電量比值可以到5英里（8.0）/kWh。雪佛兰沃蓝达若用輔助動力單元（小的車上發電機）作動力來源，且熱效率有33%，預計可以達到50 MPGe，相當於12 kWh的電能可行駛50英里（80），每英里需要的電能是240瓦時。
曾任美國能源部長的朱棣文估計40英里時程的電池費用會從2008年的美金12000元，降到2015年的美金3600元，在2020年會再降到美金1500元。相較於傳統的燃油車，锂离子电池、鋰離子聚合物電池、铝空气电池及锌空气电池的比能足以高到有夠理想的充電後里程數以及充電後次數。

### 成本考量
各種成本都很重要。其中一個議題是採購成本，另一個則是擁有者的總成本（包括燃料或電力）。2015年時，電動車的初始採購成本比燃油車高，但後續運行的成本較低，在少數的例子中，電動車的總成本比燃油車低。
根據Kammen等人在2008年的研究，若電池價值從US$1300/kWh降到約US$500/kWh，新混合動力車輛對消費者而言有成本上的優勢（因電池增加的價格可以用日後持續節省的能源支出中賺回來）。
2010年時，日产聆风的電池組生產成本為US$18,000。在聆风上市時，日產的初始生產成本為US$750/kWh（針對24 kWh電池）。
麥肯錫季刊在2012年時以五年車輛擁有總成本為基礎，連結電池價格以及汽油價值，估計油價的US$3.50/gallon對應電池價格的US$250/kWh。麥肯錫在2017年估計若電池組價格到US$100/kWh（約在2030年可以達成），電動車就具有成本上的競爭力，並且預計電池組在2020年的價格為US$190/kWh。
通用汽車在2015年10月的年度全球商務會議上預估：2016年時鋰離子電池的價格會是US$145/kWh。

### 路程考量
車輛路程考量是指電動車輛在充電後可行駛的里程和一般內燃機車輛的平均值（500或310英里）相當，電池的比能需大於1 kWh/kg。里程越長表示電動車輛在不再充電的情形下可以行駛更長的距離。
日本和歐盟的官方在討論要聯合開發先進的電動車可充電電池，以減少溫室氣體的排放。日本電池供應商GS-YUASA表示，開發一次充電後可以讓電動車行駛500（310英里）的電池，在技術上是可行的。夏普和GS Yuasa是日本的太陽能廠商以及電池廠商，會因合作而獲益。
- AC Propulsion tzer中的鋰離子電池單一次充電後可以行駛400至500 km（200至300 mi）[62]。車輛2003年上市時的價格是美金22萬元[63]
- 日本電動車俱樂部用大發Mira（英语：Daihatsu Mira）配備74 kWh的鋰離子電池，創造了電動車單次充電之後，行駛1,003（623英里）的世界記錄。
- 超級跑車Rimac Concept One電池容量是 82 kWh，可以行駛500 km，此車是2013年製造的。
- 純電動車比亚迪e6電池容量是 60 kWh，可以行駛300 km[64]。

## 細節

### 內部零件

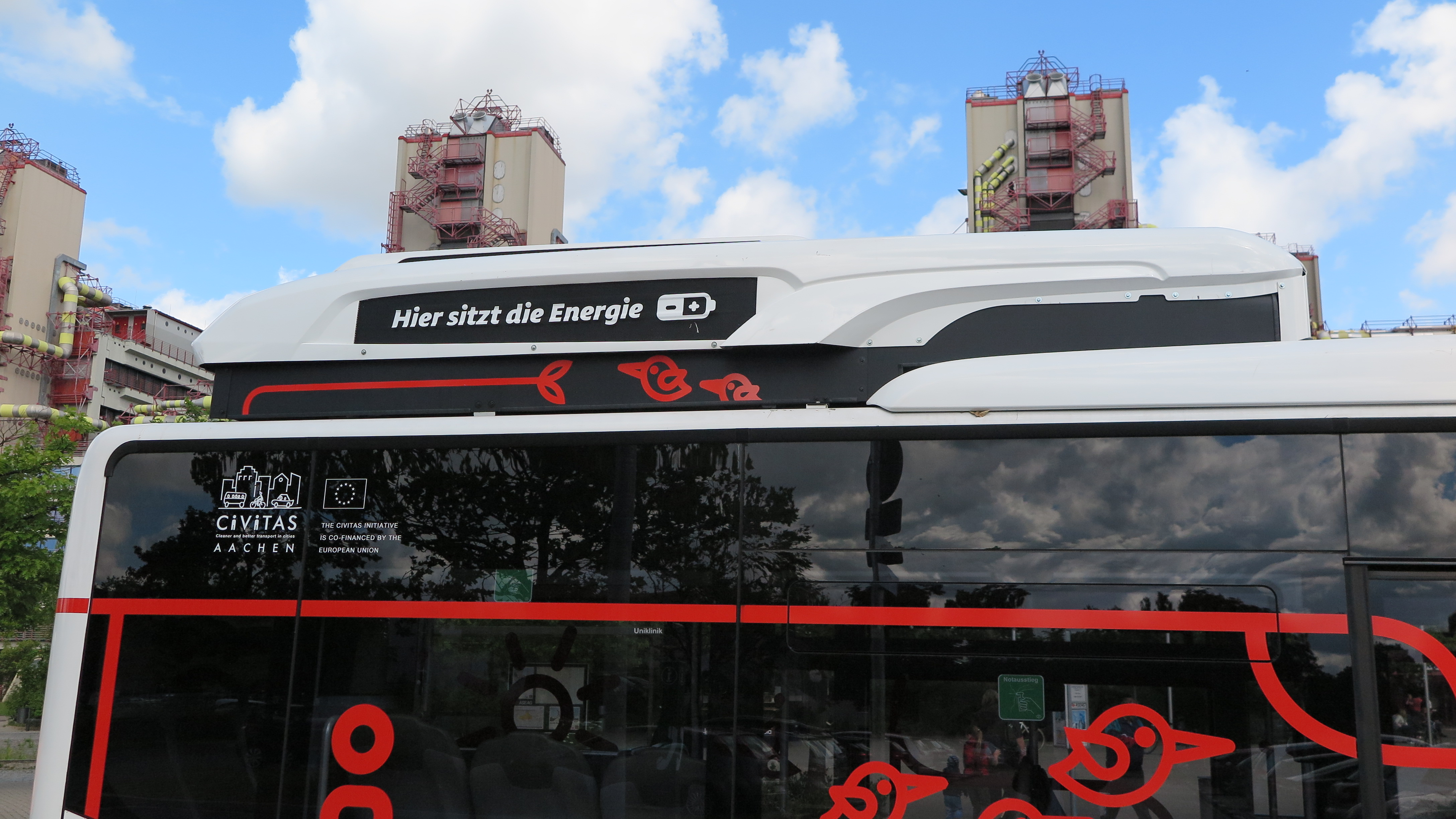
在電動公車車頂上的電池組

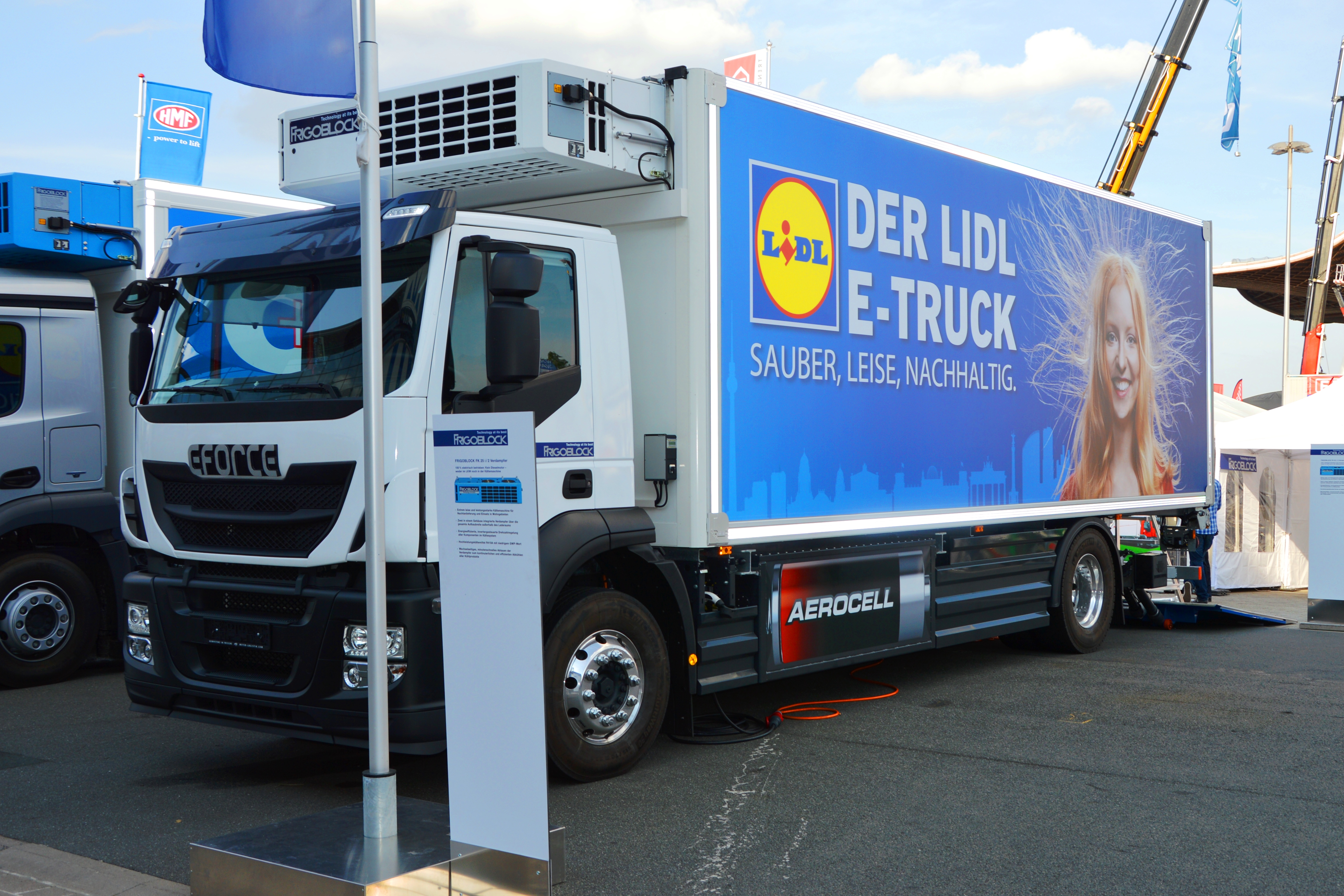
電動卡車e-Force One。電池組在車軸之間

為電動車所設計的電池組很複雜，會依製造商以及特別需求而有許多的變化。不過都包括了許多簡單的機械及電子系統，以達到電池組需提供的基本機能。
實際的電池可能會依製造商不同，有不同的化學成份、實體外形以及大小。電池組都是由電池並聯及串聯整合，以達到要求的電壓以及電荷需求。一部電動車中的所有電池組，其中可能包括上百個電池。每一個電池的電壓約在3-4伏特，依其化學組成而定。
為了製造及組裝方便，這些電池會以較小的數量先整合成模組。幾個模組再整合成電池組。每一個模組內的電池都是以銲接方式相聯，以提供使用時電流流動的路徑。模組也可能加入散熱機構、溫度感測器及其他元件。大部份的情形下，電池模組也可以用电池管理系统（BMS）來監控電池模組產生的電壓。
電池組會有一個主保險絲，在短路條件下會限制流過的電路。也有"service plug"或"service disconnect"可以移除，讓電池分為二個電氣隔離的二部份。在service plug移除後，電池組表面的金屬接點不會有高電壓，不會造成維修人員的危險。
電池包中也可能會包括繼電器或是接觸器，控制各電池包中的供電分布。大部份情形至少有二個繼電器，分別接在正端和負端的接頭和設備電源之間，讓電池可以提供大電流給電動車。有些電池包設計也有透過緩衝電阻提供額外的充電路徑，使控制系統充電，或是有額外控制繼電器，可提供電源給AUX輔助電源。由於安全考慮，其繼電器都是不通時會閉合的。因為安全考量，這些的繼電器都是常開型的繼電器。
電池包中也可能有許多溫度、電壓及電流感測器。從感測器蒐集資料，以及驅動電池包中的繼電器，都是用電池管理單元（BMU）或电池管理系统（BMS）處理。BMS也負責和電池以外的其他車輛單元進行通訊。

### 充電
電動車的電池必須定期充電。充電的電力來源多半是輸電網路（在家中充電，或是用路邊或是停車場的充电桩），電力可能是由其他的能源所轉換，例如火力發電廠、水力發電、核動力、燃氣發電等。不論是家庭用電或是輸電網路的能源，也有可能是來自太阳能光伏、風能或是微水力發電，這些發電方式的好處是可以減少全球变暖的效應。
若有適當的電力來源，電池在充電速率適當，一小時內充電量低於其電量的一半（0.5 C），電池可以維持較長的壽命，因此電池充滿的時間最好是二個小時以上，不過就算是較大電量的電池，也可用快速充電的方式充電。
家庭充電的充電時間會受到家用交流電源插頭與插座的輸出功率限制，除非有特殊的電力配線有可能有較大的電力。美國、日本以及其他家用電壓是110V的國家，一般家用插頭的輸出功率是1.5kW。若是像歐洲，家用電壓是230 V的國家，可以提供7到14 kW的電力，（單相及三相 230 V/400V，400V是相間電壓）。在歐洲，400 V（三相230V）的電網越來越普及，這是歐洲新住宅因為安全規定不會有天然氣管線，因此需要的電力也就比較大。

#### 充電時間
像特斯拉Model S、Renault Zoe及宝马i3等電動車，可以在快速充電站內30分鐘將電充到80%。例如Tesla Model 3 Long Range若是用250 kW的Tesla Version 3 Supercharger充電，電量從2%開始充電，對應里程6英里（9.7 km）），可以在27分鐘內充電到80%，對應里程240英里（390 km）），相當於充電一小時後可以行駛520英里（840）。

#### 連接器
充電設備可以用二種方式進行充電。一種是直接用導體連接充電設備和電動車，稱為傳導式耦合，此作法可以簡單到像將有市電的插頭接到防水的插座中，電線是可承受高電流的導線，且接頭有絕緣，避免使用者誤觸高壓電。現在的有線充電標準有美國的SAE J1772（IEC 62196，第一類）。歐洲汽車製造業協會（ACEA）選擇了VDE-AR-E 2623-2-2（IEC 62196，第二類）。
另一種作法是無線充電。會將無線充電座放在車的特定位置，充電座中有变压器，車的特定位置也有變壓器。無線充電座置入後形成封閉的磁路，因此可以提供電力和電池組。有一種無線充電系統是將一個繞組放在車的下方，其他的則在車庫的地上。無線充電的好處是沒有裸露的導體，因此沒有電擊傷的風險（不過有線充電配合互鎖機制，特殊的連接器以及接地漏电保护插座，安全程度也相近）。無線充電將部份充電元件放在車外，因此可以減輕車重。在一份豐田汽車提出的無線充電資料中，他們指出無線充電和有線充電的總成本差異不大，不過在福特汽車提出的有線充電資料中，有線充電比較有成本優勢。

#### 充電設備
截至2020年4月年，全世界有93,439個地方有充電站，共有178,381個充電椿。

#### 充電前可以行駛的里程
電動車可以行駛的里程和使用電池的種類及數量有關。車輛的車型及重量，以及地形、天氣及駕駛者的省油技術會影響傳統內燃車車輛的行駛里程，也會影響電動車的行駛里程。電動汽車能量轉換的性能也會受到許多因素影響，包括電池的化學：
- 鉛酸電池是最普遍以及最便宜的電池，每顆大約可以對應里程30至80公里（20至50英里）。使用鉛酸電池的電動車每次充電最多可行駛到130公里（80英里）。
- 镍氢电池的比能比鉛酸電池要高。原型的電動車可以行駛到200公里（120英里）。
- 使用新生產锂离子电池的電動車，每次充電可以行駛到320–480公里（200–300英里）[77]。锂的價格也比镍要便宜[78]。
- 鎳鋅電池（英语：Nickel-zinc battery）的價格較鎳鎘電池低，重量也比較輕。鎳鋅電池也比锂离子电池便宜，但重量比較重[79]。

有些電池在低溫時，其内阻會顯著上昇，因此會造成電動車里程的顯著降低，電池壽命也會明顯減少。
對電動車的製造商而言，如何在里程及性能、電池電量以及重量、電池種類及價格之間取捨，是非常困難的問題。
配合交流系統或是進階的直流系統，再生制動將能量再儲存回電池，可以在沒有完全停車的極端條件下，延長50%的里程。若是在都市駕駛，可以延長10%至15%的里程，在高速駕駛下，延長里程很短，幾乎可忽略。
電池電動車（包括公車及卡車）若在特殊情形下，希望充電後有較長的行駛里程，但平時只要短程行駛，又不希望因此增加車重，可以加掛拖車發電機或動力拖車。已放電的拖車可以在路途中更換為充飽電的拖車。
有些電動車可能可以搭配內燃機拖車，變成混合動力車輛。

#### 電池拖車
電動車也可以加裝電池拖車（trailer），上面有額外的電池組可以供電，此作法可提昇整體的行駛距離，但也會增加阻力造成的損失，增加重量轉移效果，減少循跡性能力。.

#### 電池交換以及移除電池
另一種取代充電的方式是將沒有電（或幾乎沒有電）的電池換成已充飽電的電池。這稱為電池交換，也簡稱為換電，一般也會有專門的設備（換電站），可以取下設備中已充飽電的電池，換為車上沒有電的電池。台灣的Gogoro機車己有二千六百座換電站。
換電站的好處有：
1. 顧客不需考慮電池的成本、壽命、技術、保養以及保固問題
2. 換電池比充電要快，Better Place公司開發的電池更換設備，自動換電池只需要60秒[84]。
3. 換電站可以增加電網中的分散式能源儲存。

換電站的缺點有：
1. 詐騙的風險（電池品質需要透過一個完整的放電週期才能得知。電池壽命需要透過反覆的充放電才能知道。換電站除非有電池的充放電資訊，很難知道收到的電池是否有損壞，品質及效能情形，而且電池的品質會隨時間而變差，因此系統中品質不好的電池可能會日漸增加。）
2. 製造商沒有意願將電動車電池取得及實現的細節標準化[85]，因此不太容易出現跨廠牌的電池換電站。
3. 安全考量[85]。
4. 換電站需將舊電池取出，再換上新電池，若電池重量或體積較大，又沒有自動化設備，不太容易進行。

#### 重新裝填
鋅-溴電池可以用加入液體的方式增加電力，不需透過連接器充電，可以節省時間。

### 電動車電池的生命週期

#### 接近生命週期尾聲電池的再利用
電動車電池的生命週期若已接近尾聲（其充放電能力已經減退，不適合電動車供電用）可以用在其他的應用中，例如公車的電池組、大樓的備用電源、家庭備用電源、太陽能發電或是風力發電機的供電穩定裝置、電信中心以及資料中心的備用電源、叉車供電、電動摩托車以及電單車的電源等。電動車電池的降級回收再使用需要專門的逆向物流。Alexander Kupfer在奧迪汽車負責可持續產品管理以及循環經濟，曾提到需要開發「共用的接口介面，讓固定式的能源管理系統可以控制電動車的電池。」這類的介面可可以提供儲存管理系統通訊的介面，不受電池廠牌的影響。需要和電源儲存設備的供應商共同開發此一介面。
太平洋瓦電公司（PG&E）曾建議電力公司可以購買用過的電動車電池，作為電源備援以及負載調控用。他們提到這些電池可能不適合用在電動車上，但殘餘電量仍有相當的量。

#### 使用年限
電動車電池在應用時，會用數個電池，依需求的電壓及安培小時組成電池組，提供所需要的能量。電動車的車池會慢慢老化，有可能會需要更換，在考慮電動車主的延伸成本時，需要考慮其使用年限。其老化速率和很多因素有關。
電池放電深度是電池在可以達到其額定充放電週期的條件下，建議放電的比例。深周期鉛酸電池的放電深度建議不要超過20%。
在實際應用中，有使用镍氢电池的Toyota RAV4 EV，已行駛超過100,000英里（160,000公里），電池的老化不太明顯。
和镍氢电池比較，鋰離子電池比較脆弱，就算沒有使用，其儲電能力也會漸漸減退。镍氢电池的儲電能力不太容易降低，考慮儲電能力，其價格較相關儲電能力的鋰離子電池便宜，但重量較重。
依照供應商的資訊，磷酸铁锂电池在放電深度到70%時，仍可以充放電5000個週期以上。比亞迪是全世界最大的磷酸铁锂电池電池製造商，已開發了許多針對深週期應用的電池。這類電池有用在電池儲能電站中。在充放電7500個周期，放電深度85%的條件下，在放電率為1 C的條件下，其容量仍有80%，若每天充放電一次，充放電7500個周期約可以對應20.5年。

#### 回收
電動車電池到了其生命週期的末端時，可以再用在其他應用中，也可以回收。隨著國際電動車市場的成長，美國能源部已經有研究計劃在研究如何回收用過的電動車鋰離子電池。目前在研究中的回收方式有：火法冶金（還原為元素）、水法治金（還原至組成金屬）及直接回收法（在維持原始材料結構的情形下，重新建立其電化學的特性）。

### 汽車對電網
智慧電網讓電動車也可以提供能量給供電網路（汽車對電網、Vehicle-to-grid、簡稱V2G）、所在大樓（車輛對大樓供電、vehicle-to-building、簡稱V2B）或家庭（車輛對家庭的供電、Vehicle-to-home、簡稱V2H），尤其是在以下的情境：
- 在用电高峰時。此時的電價會比較貴。電動車可以在此時供電給電網，在離峰電費較便宜時再將電動車充電。電動車就類似分散式的備用儲能系統。
- 在停電時，電動車可作為家中備用電力的來源。.

### 安全性
純電動車的安全議題大部份在國際標準化組織的ISO 6469標準中有規範。該標準分為三個部份：
- 車上的電能儲存（電池）
- 機能安全的作法以及避免失效的防護
- 保護人員不會受到電力相關的危害

消防員及救難人員在面對電動車或是油電混合車的事故時，由於其高電壓以及其化學物質特性，需要額外的訓練。純電動車的事故可能會出現一些其他車禍不會出現的問題，例如因為電池快速放電產生的火焰以及煙，不過很多專家同意一般已上市的純電動車是安全的，在後端碰撞時也是安全的，相較於油箱在後方的燃油車而言，電動車比較安全

### 性能測試
電動車電池的性能測試一般會包括以下幾項：
- 電量狀態（SOC）
- 電池健康狀態（SOH）
- 能量效率

性能測試會依車商（OEM）指定的條件，模擬純電動車、油電混合車以及插電油電混合車的負載變化，測試電動車電池的性能。測試時，也會將電池依其要求條件進行冷卻，再控制其車內的環境溫度。
也有些測試會用可控制溫度、濕度的測試chamber，在測試時模擬環境條件，並且可以模擬溫度以及環境條件的變化。

### 專利
電動車電池的专利有可能用來抑制電動車電池的開發。例如，有關在車內使用鎳氫電池的專利是由傳統燃油車公司雪佛龍旗下的分公司所有，對於任何想要購買或是授權鎳氫電池專利的公司都一律反對。

## 相關研究
到2019年12月為止，全世界已有上千億美元的研究計劃要提昇電池的性能。歐洲在電動車電池的開發和生產上有大量的投資，印尼也計劃在2023年生產電池，邀請中華人民共和國格林美股份有限公司（GEM）以及宁德时代新能源參與投資。

### 双电层电容器
有些車輛會使用双电层电容器（也稱為超級電容器）作為動力來源之一，例如AFS Trinity的概念車。因為其比功率大，可以快速儲存需要的能量，可以讓電池維持在安全的電阻發熱範圍內，也可以延長電池壽命。
目前已販售的双电层电容器比能較低，所以在已量產的電動車中，沒有任何一款電動車使用双电层电容器作為唯一的能量來源。特斯拉的CEO伊隆·马斯克在2020年1月提到：由於鋰離子電池的進步，電動車已不需要使用双电层电容器。2020年5月，有研究報告指出，超級電容擁有放電時間極短、使用壽命長以及高可靠度等優點，同時具顯著缺點，能量密度極低、不到鋰電池的10%，因此不常應用於電動汽車領域。若超級電容器能和锂电池模组结合，可以實現各種改良，但目前此一應用方向仍處於試驗階段。

## 外部連結
- Testing EV Battery Packs in a Manufacturing Environment （页面存档备份，存于）
- Car Traction Batteries （页面存档备份，存于） –  the New gold rush 2010–2020 (IDTechEx)
- Glossary of Battery Terms and Definitions （页面存档备份，存于）
- 2011 NACS Annual Fuels Report
- Asian Manufacturers Will Lead the US$8 Billion Market for Electric Vehicle Batteries Pike Research)
- Factors crucial to the success of rechargeable batteries in vehicles, Former Grail Research Analyst, April 2012 （页面存档备份，存于）

結構
- Traction batteries construction （页面存档备份，存于）
- Pictures of car battery construction （页面存档备份，存于）